# Abundância: o Futuro É Melhor do Que Você Imagina
Abundância: O Futuro É Melhor do que Você Imagina é um livro de Peter H. Diamandis e Steven Kotler, que foi publicado em 2012. Os escritores se referem ao título do livro como sendo um futuro onde nove bilhões de pessoas têm acesso à água potável, alimentos, energia, saúde, educação, e tudo o mais que é necessário para um primeiro mundo padrão de vida, graças a inovação tecnológica.
O livro foi um sucesso comercial. Ele estreou em primeiro lugar na lista de best-sellers de ambos o Amazon.com e Barnes & Noble. Louvor apareceu em várias publicações, tais como na revista Time e no Washington Post.

## Temática
Os quatro pontos principais do livro são:
1. Novas tecnologias desenvolvidas em computação, energia, medicina e muitas outras áreas estão a melhorar em um ritmo exponencial e logo permitirá avanços que hoje parecem impossíveis.
2. Estas tecnologias têm permitido inovadores independentes alcançarem surpreendentes avanços em muitas áreas de tecnologia, com pouco dinheiro ou mão-de-obra. Isto é primariamente alcançado por meio de incentivos de prémios de competições.
3. A tecnologia tem criado uma geração de "tecno-filantropos" (como Bill Gates) que estão usando seus bilhões de dólares para tentar resolver problemas aparentemente insolúveis, tais como a fome e várias doença ainda sem cura.
4. A vida das pessoas mais pobres do mundo está sendo melhorada substancialmente por causa da tecnologia.

## Sinopse
O livro é dividido em seis partes: Perspectiva, Tecnologias Exponenciais, a Construção da Base da Pirâmide, As Forças da Abundância, o Pico da Pirâmide, e Avançando mais Rápido. É composto por 19 capítulos, há uma seção de referência com dados brutos, um apêndice intitulado "os Perigos das Exponenciais," e uma seção de Notas para leitura adicional.

## Tabela de conteúdo

### Cap. 1: Nosso Maior Desafio
Nesse capítulo Diamandis começa a mostrar o tom do livro e defender como várias das notícias que vemos sobre problemas no mundo são, na verdade, desprovidas de contexto e que, se olharmos para os dados, estamos melhorando quase todas as estatísticas globais ao longo dos anos. Ele faz questão de enfatizar que a abundância não é um desafio pequeno, mas que é algo factível, acima de tudo.

### Cap. 2: a Construção da Pirâmide
Nesse capítulo ele aborda que um dos problemas é a definição de pobreza. Que muda e é redefinida ao longo dos anos, citando, entre outras coisas dados de queda da pobreza do The Economist, a redefinição da linha de pobreza absoluta do Banco Mundial e os recursos que já são acessíveis para os mais pobres dentre os americanos. Ele também começa a traçar um paralelo entre a pirâmide de Maslow e as áreas necessárias para chegarmos no futuro de abundância.

### Cap. 3: Ver a Floresta Através das Árvores
Nesse capítulo ele aborda por que motivos evolutivos podemos ter uma visão pessimista do futuro. Abordando os Estudos de Daniel Kahneman sobre viéses cognitivos, descobertas sobre a Amídala e sua influência em nossa percepção de mundo e a contestada análise de Robin Dunbar sobre como a comunicação nos deixou mais ansiosos por nos por em contato com muitas pessoas.

### Cap. 4: Não É tão Ruim quanto Você Pensa
Aqui ele levanta o argumento de Matt Ridley de que: se avaliarmos o progresso da humanidade com a métrica de tempo gasto para conseguir o que se precisa para viver, teremos dados mais confiáveis para representar a real situação do mundo. E como nosso progresso, por essa ótica, é cumulativo.

### Cap. 5:Ray Kurzweile o Botão de ir Mais Rápido
O foco desse capítulo é ambientar o leitor na Lei de Moore e na Teoria das Mudanças Aceleradas e entrar mais fundo no motivo do nosso progresso como raça humana ser cumulativo e se acelerar cada vez mais sempre que uma nova tecnologia analógica é convertida para o digital.

### Cap. 6: A Singularidade está se Aproximando
Tomando como base a teoria de Ray Kurzweil, Diamandis mostra como várias tecnologias estão evoluindo cada vez mais rápido e como elas podem ter uma influência muito grande no nosso futuro. Ele cita principalmente a Nanotecnologia, Biotecnologia, Manufatura Digital, Inteligência Artificial e Robótica.

### Cap. 7: As Ferramentas de Cooperação
Esse capítulo aborda o ponto que o progresso da humanidade não depende de esforços individuais apenas, mas sim de colaboração entre várias pessoas. Além de mostrar que ferramentas estão sendo criadas que nos possibilitam colaborar de formas diferentes. Finalizando o capítulo com exemplos de colaborações bem sucedidas como o Linux e a GoldCorp.

### Cap. 8: Água
Primeiro capítulo abordando as áreas mais importantes para inovar. Ele levanta justificativas como o impacto em um bilhão de pessoas analisado por Peter Gleick e a perda de dias escolares causados por doenças transmitidas pela água. Para encerrar ele mostra algumas inovações que já existem no mercado para resolver alguns desses problemas.

### Cap. 9: Alimentando Nove Bilhões
Continuando a descrever a base da sua pirâmide, esse capítulo tem a mesma finalidade do antigo, ilustrando o tamanho do impacto com um relatório das Nações Unidas sobre a situação da fome no mundo.Seguindo mostrando como inovações tecnológicas e de método na linha de fazendas verticais e comidas transgênicas podem apontar para um futuro onde todos tem o que comer.

### Cap. 10: Os InovadoresFaça-você-mesmo
Aqui ele aborda o ponto de vista dos inovadores independentes. Desde o que é considerado o começo do movimento Faça-você-mesmo com o Whole Earth Catalog de Stewart Brand, até como eles estão utilizando inovações atuais para gerarem cada vez mais mudanças. Ele aborda suas motivações e interesses, assim como cita exemplos já bem sucedidos como a Microsoft e Apple que se originaram de um grupo de pessoas com esse interesse.

### Cap. 11: O Tecno-filantropos
Capítulo destinado a diferenciar os filantropos da era tecnológica dos filantropos conhecidos como Barões Ladrões. Principalmente no ponto de redistribuírem sua fortuna globalmente investindo em inovações de empreendedores que visam solucionar problemas grandes como a fome ou acesso a água.

### Cap. 12: Os Bilhões Ascendentes
Esse capítulo explora a terceira força que Diamandis acredita acelerar a chegada do futuro abundante. Aqui é abordado o maior entendimento do mercado de que existe retorno financeiro a ser explorado entre as pessoas mais pobres. Abordando vários pontos do livro de C. K. Prahalad.

### Cap. 13: Energia
Nesse capítulo ele volta a cobrir as áreas de necessidades humanas que precisamos trabalhar para chegarmos à abundância. A abordagem dele é bem focada em energia solar e como ele vê isso como um problema de acesso, já que a terra é banhada por uma quantidade imensa de energia.  Muitas das inovações ilustradas focam em novas formas de obter essa energia.

### Cap. 14: Educação
Capítulo focado em inovações na área de educação. Ilustrando desde experimentos do professor Sugata Mitra até projetos como o One Laptop Per Chilld, que visa entregar um laptop para cada aluno de escola pública dos Estados Unidos. Essas ilustrações são ilustradas como bastante positivas e de alto impacto se bem aplicadas para resolver vários problemas do modelo de educação atual.

### Cap. 15: Saúde
São reportados vários avanços na área de saúde neste capítulo, como a queda na taxa de mortalidade do munto todo, a melhora na qualidade de vida e vários outros. São mencionadas novamente inovações na área e como isso está democratizando o acesso a serviços de saúde.

### Cap. 16: Liberdade
Para Diamandis, nas necessidades mais complexas, temos a liberdade, em cujo capítulo são vistas formas como a tecnologia está impactando o acesso a informação mesmo em países com governos mais autoritários. Citando exemplos como o Wikileaks e o cuidemoselvoto.org, uma iniciativa do povo mexicano para fiscalizar golpes eleitorais.

### Cap. 17: Promovendo a Inovação e Avanços
Nesse capítulo são abordados os quatro grandes motivadores para se criarem grandes avanços: Medo, Curiosidade, Ganância e Significância. Assim como são avaliados os impactos de competições de incentivo para criação de novos mercados.

### Cap. 18: Risco e Falha
Se encaminhando para o final do livro, Diamandis ressalta que poucas soluções vem de acertos de mentes brilhantes, muitas soluções vem de mentes brilhantes com alta tolerância ao risco e a falhas tentando repetidas vezes atingir um resultado importante.São citados exemplos desde a NASA desenvolvendo sistemas para aterrissar astronautas até um método da Adobe para grupos inovarem melhor.

### Cap. 19: Qual O Caminho que vem a Seguir?
No capítulo final, Diamandis ressalta seu tom otimista que a abundância é apenas uma dentre várias possibilidades de futuro. Ele cita Stuart Kauffman e afirma que cada inovação citada no livro pode iluminar possibilidades ainda mais diferentes de futuro. E que o importante é melhorar a vida da maior quantidade de pessoas possível, independentemente de qual cenário futuro se chegue.

## Recepção
O livro foi amplamente bem recebido pela crítica. Abundância: o Futuro É Melhor do Que Você Imagina apareceu na revista Time, o Washington Post, o San Francisco Chronicle e o Wall Street Journal. Ele estreou em #1 na lista de best-sellers de ambos o Amazon.com e Barnes & Noble e em #2 na Nlista de best-sellers do New York Times . Ele permaneceu na lista de best-seller do NYT durante nove semanas.
Time escreveu a sua mensagem, "O futuro vai ser melhor do que você imagina. Isso pode ser difícil de acreditar, dado o fluxo constante de pavor que são as notícias diárias -- e o infinito poço de medo que parece ser o futuro -- mas uma olhada de perto nos números indica que as coisas são melhor do que nós acreditamos."
O "Washington Post", acrescentou que o livro é "uma forte dose de otimismo... Os autores fazem uma argumentação persuasiva de que o futuro da humanidade pode não ser tão sombrio como nós tememos."
O San Francisco Chronicle disse que os autores do livro "criticam vigorosamente duas noções preponderantes: que os recursos do mundo estão sendo esgotados muito rapidamente, e que o fosso entre ricos e pobres está aumentando irreparavelmente. Eles citam a ascensão da inovação faça-você-mesmo,  "Tecno-filantropos" fabulosamente ricos, que pretendem utilizar suas ricas carteiras para mudar o mundo, e o que eles denominaram de 'bilhões ascendentes': os pobres do mundo, que, graças à tecnologia de comunicação atual, agora têm uma voz."
O Wall street Journal escreveu, "Diamandis e Kotler pensam que inovadores individuais podem e vão fazer uma enorme diferença para o nível de vida da humanidade... Como por exemplo Iqbal Quadir, que largou seu emprego como um investidor em Nova York para começar uma empresa de telefone celular em sua terra natal, Bangladesh, em um momento em que celulares custavam quase duas vezes a renda anual média de um morador Bengalês. Ele teve o insight de apostar em queda dos custos e na utilidade da nova tecnologia para os pobres rurais, isolados a bastante tempo."
Uma notável crítica negativa veio de Timothy Ogden da Stanford Social Innovation Review, que descreveu o livro como "Crença numa tecno-utopia na sua pior versão" condenando a sua ênfase nas "correções tecnológicas para os problemas sociais."